# ARIS
ARIS (акроним от англ. Architecture of Integrated Information Systems) — тиражируемый программный продукт для моделирования бизнес-процессов организаций. Разработан компанией Августа-Вильгельма Шеера (IDS Scheer) в 1994 году в качестве программной системы для поддержки методологии Шеера, предусматривающей формализацию процессов организаций. Наибольшую популярность получил во второй половине 1990-х годов; к концу 2000 года продукт был продан в 24 тыс. организаций. В 2009 году IDS Scheer была поглощена корпорацией Software AG, начиная с этого времени продукт и методология развиваются в рамках Software AG, с того же года поставляется бесплатная версия инструмента — ARIS Express.
Пользователи продукта в графическом интерфейсе конструируют схемы и диаграммы, описывающие различные аспекты деятельности организации; репозиторий (метаинформация и схемы) могут сохраняться в централизованной базе данных, таким образом, может быть обеспечена совместная работа различных пользователей. Одна из основных особенностей — интеграция с ERP-системами (наиболее проработанная — с SAP ERP), таким образом, сведения, подготовленные в ARIS, могут быть в процессе внедрения перенесены в соответствующие настройки и справочники ERP-системы.

## Методология

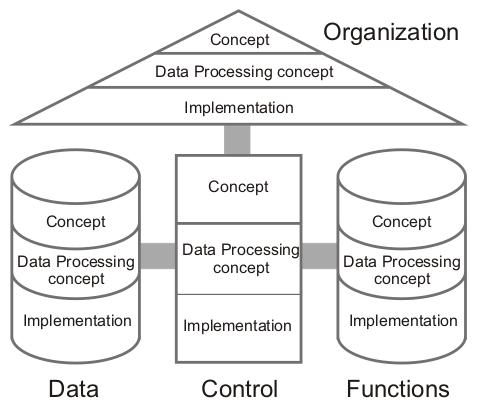
Одна из иллюстраций структурированного подхода ARIS к проекту реинжиниринга

Методология, использующаяся в ARIS, предполагает рассмотрение организации с пяти точек зрения: организационной, функциональной, обрабатываемых данных, структуры бизнес-процессов, продуктов и услуг. При этом каждая из этих точек зрения разделяется ещё на три подуровня: описание требований, описание спецификации, описание внедрения. Для описания бизнес-процессов предлагается использовать около 80 типов моделей, каждая из которых принадлежит тому или иному аспекту. ARIS предоставляет визуальный инструментарий для обеспечения наглядности моделей. Также инструментарий поставляется с набором референтных моделей, заранее разработанных для типичных процессов в различных отраслях. Общий принцип в инструментарии — возможность интеграции моделей разных типов в рамках одного репозитория посредством декомпозиции (детализации) объектов. Таким образом, любую организацию можно описать с помощью иерархии моделей — от обобщения: например, процессы верхнего уровня с помощью модели VACD (англ. value added chain diagram) до уровня процедур и ресурсного окружения функций.
Наиболее популярные виды описаний, применяющиеся в ARIS:
- eEPC (англ. extended event-driven process chain) — метод описания процессов;
- ERM (англ. entity-relationship model) — модель «сущность-связь» для описания структуры данных;
- UML (англ. unified modeling language) — унифицированный объектно-ориентированный язык моделирования.

## Программный продукт

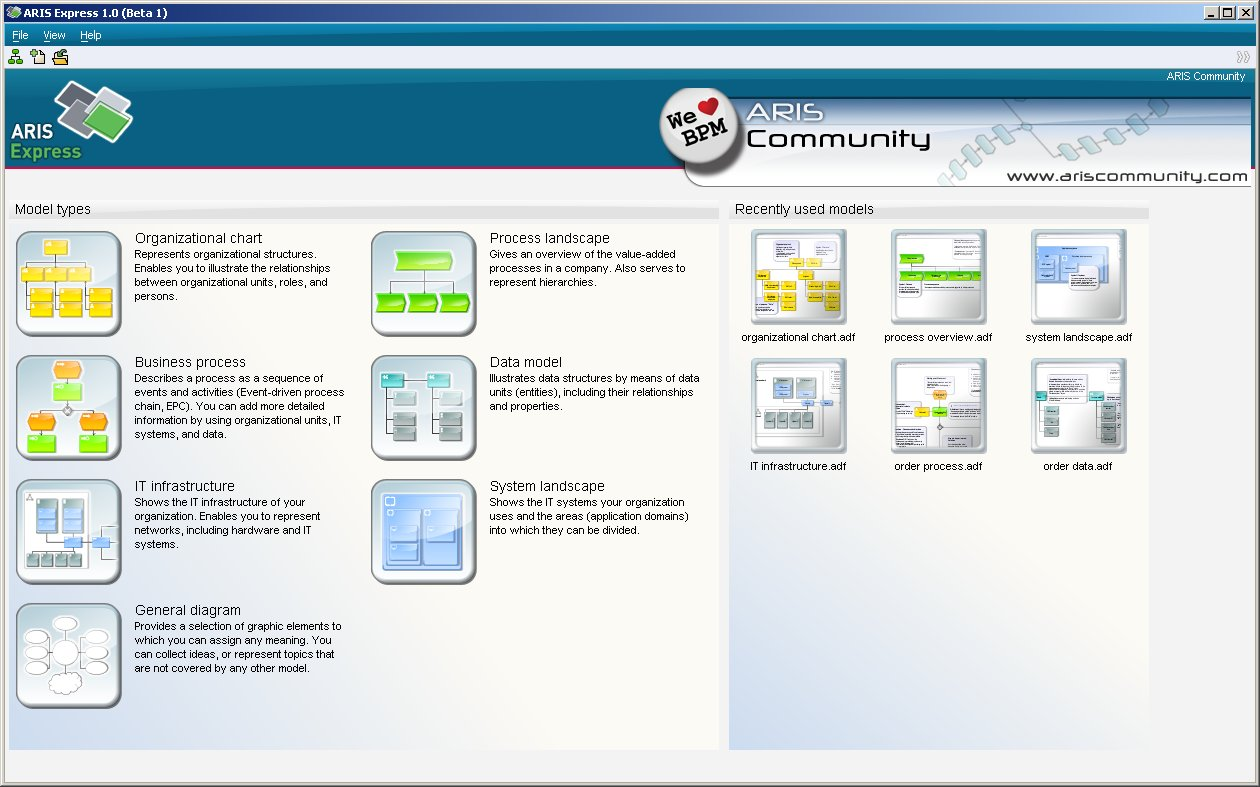
Главное окно ARIS Express

Реализация методологии предполагается с задействованием специализированного программного продукта, обеспечивающего совместную работу над описаниями и диаграммами. Первая версия продукта выпущена в 1994 году.
Продукт предусматривает серверную часть (ARIS Server) с централизованным репозиторием, хранимым в реляционной СУБД и серию пользовательских инструментов для ведения объектов и подготовки графических представлений (ARIS Toolset в ранних версиях, в версиях 2000-х годов — ARIS Business Architect, ARIS Designer).
К середине 2010-х годов также появилась публично-облачная версия продукта.
Продукт ARIS используется в различных проектах по реинжинирингу и оптимизации бизнес-процессов, ИТ-проектах типа внедрения и эксплуатации ERP-систем, в частности, есть проработанное интеграционное решение для SAP R/3. Также программное обеспечение ARIS составляет основу пакета Business Process Analysis Suite корпорации Oracle. Технически инструментарий ARIS достаточно простой для изучения, имеет интуитивно понятный интерфейс. Модели копируются и вставляются в файлы документов (например, формата Microsoft Word) в виде рисунков.
В продуктах ARIS предусмотрена возможность создания сценариев автоматизации составления различных аналитических отчётов, нормативных документов, новых моделей. Каждый сценарий представляет собой подпрограмму, запускаемую в ARIS Business Architect (либо Toolset — более ранней версии) или непосредственно на сервере ARIS. Сценарии пишутся на специальном языке программирования — SAX Basic. Для автоматизированного формирования того или иного отчёта в ARIS сценарии оперируют данными из базы моделей, вычленяя из неё конкретные объекты и модели.
Технология ARIS Script позволяет в автоматическом режиме производить:
- формирование нормативных документов на основании моделей ARIS (например, паспорт процесса, регламент процесса);
- формирование аналитических отчётов на основании моделей ARIS;
- интеграцию ARIS Toolset с другими приложениями и базами данных;
- Формирование базы моделей ARIS на основании готовых спецификаций.

## Нотация
Основные элементы, используемые в нотации ARIS:
- организационная диаграмма (organizational chart}}:
  - подразделение (organizational unit);
  - символ «сотрудник» (person;
  - символ «размещение» (location;
  - группа сотрудников — «роль» (role;
- «процессный взгляд» (process landscape):
  - процесс;
- бизнес-процесс:
  - «событие» (activities) — возникшее определённое соотношение некоторых параметров;
  - «деятельность» (activities) — работа, определённое действие, выполняемое в течение некоторого промежутка времени;
  - «роль»;
  - информационная система (IT system);
  - «риски» (risks);
  - «ввод-вывод данных» (input and output data);
  - контрольная точка процесса (process control via rules) — развилка процесса («и», «или», «исключающее или»);
  - «интерфейс» (proccess interface) — точка связи с процессом;
- модель данных:
  - «сущность» (таблица; entity);
  - атрибут сущности (поле таблицы; attribute);
  - первичный ключ;
  - внешний ключ;
  - отношение между сущностями (связь между таблицами);
- ИТ-инфраструктура:
  - информационная система;
  - оборудование (hardware);
  - вычислительная сеть;
  - сетевое оборудование;
- «системный взгляд» (system landscape):
  - информационная система;
  - предметная область (domain);
- контекстная диаграмма (deneral diagramm).